# Lista szefów państw i rządów

## Lista przywódców państw i premierów rządów
| Państwo                           | Kontynent           | Ustrój polityczny                  | Głowa państwa | Szef rządu |
| --------------------------------- | ------------------- | ---------------------------------- | --- | --- |
| Afganistan                        | Azja                | teokracja islamska                 | Emir Hibatullah Achundzada | p.o. premiera Hasan Achund |
| Albania                           | Europa              | republika parlamentarna            | Prezydent Bajram Begaj | Premier Edi Rama |
| Algieria                          | Afryka              | republika półprezydencka           | Prezydent Abd al-Madżid Tabbun | Premier Nadir al-Arbawi |
| Andora                            | Europa              | monarchia parlamentarna            | - Współksiążę episkopalny Josep-Lluís Serrano Pentinat, w jego imieniu Josep Maria Mauri - Współksiążę francuski Emmanuel Macron, w jego imieniu Patrice Faure                                                                         | Premier Xavier Espot Zamora |
| Angola                            | Afryka              | republika prezydencka              | Prezydent João Lourenço | Prezydent João Lourenço |
| Antigua i Barbuda                 | Ameryka Północna    | monarchia parlamentarna            | Król Karol III, w jego imieniu gubernator generalny Rodney Williams | Premier Gaston Browne |
| Arabia Saudyjska                  | Azja                | monarchia absolutna                | Król Salman ibn Abd al-Aziz Al Su’ud | Premier Muhammad ibn Salman |
| Argentyna                         | Ameryka Południowa  | republika prezydencka              | Prezydent Javier Milei | Prezydent Javier Milei |
| Armenia                           | Azja                | republika parlamentarna            | Prezydent Wahagn Chaczaturian | Premier Nikol Paszinian |
| Australia                         | Australia i Oceania | monarchia parlamentarna            | Król Karol III, w jego imieniu gubernator generalna Samantha Mostyn | Premier Anthony Albanese |
| Austria                           | Europa              | republika parlamentarna            | Prezydent Alexander Van der Bellen | Kanclerz Christian Stocker |
| Azerbejdżan                       | Azja                | republika prezydencka              | Prezydent İlham Əliyev | Premier Əli Əsədov |
| Bahamy                            | Ameryka Północna    | monarchia parlamentarna            | Król Karol III, w jego imieniu gubernator generalny Cynthia Pratt | Premier Philip Davis |
| Bahrajn                           | Azja                | monarchia półkonstytucyjna         | Król Hamad ibn Isa Al Chalifa | Premier Salman ibn Hamad ibn Isa Al Chalifa |
| Bangladesz                        | Azja                | republika parlamentarna            | Prezydent Shahabuddin Chuppu | Premier Muhammad Yunus (p.o.) |
| Barbados                          | Ameryka Północna    | republika parlamentarna            | Prezydent Sandra Mason | Premier Mia Mottley |
| Belgia                            | Europa              | monarchia konstytucyjna            | Król Filip I | Premier Bart De Wever |
| Belize                            | Ameryka Północna    | monarchia parlamentarna            | Król Karol III, w jego imieniu gubernator generalna Froyla Tzalam | Premier Juan Antonio Briceño |
| Benin                             | Afryka              | republika prezydencka              | Prezydent Patrice Talon | Prezydent Patrice Talon |
| Bhutan                            | Azja                | monarchia konstytucyjna            | Król Jigme Khesar Namgyel Wangchuck | Premier Tshering Tobgay |
| Białoruś                          | Europa              | republika prezydencka              | Prezydent Alaksandr Łukaszenka | Premier Alaksandr Turczyn |
| Boliwia                           | Ameryka Południowa  | republika prezydencka              | Prezydent Luis Arce | Prezydent Luis Arce |
| Bośnia i Hercegowina              | Europa              | republika parlamentarna            | Prezydium Bośni i Hercegowiny, członkowie: - Željka Cvijanović - Denis Bećirović - Željko Komšić (przewodniczący) | Premier Borjana Krišto |
| Botswana                          | Afryka              | republika prezydencka              | Prezydent Duma Boko | Prezydent Duma Boko |
| Brazylia                          | Ameryka Południowa  | republika prezydencka              | Prezydent Luiz Inácio Lula da Silva | Prezydent Luiz Inácio Lula da Silva |
| Brunei                            | Azja                | monarchia absolutna                | Sułtan Hassanal Bolkiah | Sułtan Hassanal Bolkiah |
| Bułgaria                          | Europa              | republika parlamentarna            | Prezydent Rumen Radew | Premier Rosen Żelazkow |
| Burkina Faso                      | Afryka              | dyktatura wojskowa                 | Przewodniczący Patriotycznego Ruchu na rzecz Ochrony i Odbudowy Ibrahim Traore | - Przewodniczący Patriotycznego Ruchu na rzecz Ochrony i Odbudowy Ibrahim Traore - p.o. premiera Jean Emmanuel Ouédraogo |
| Burundi                           | Afryka              | republika prezydencka              | Prezydent Evariste Ndayishimiye | Premier Nestor Ntahontuye |
| Chile                             | Ameryka Południowa  | republika prezydencka              | Prezydent Gabriel Boric | Prezydent Gabriel Boric |
| Chiny                             | Azja                | republika socjalistyczna           | Przewodniczący ChRL Xi Jinping | - Sekretarz Generalny Komunistycznej Partii Chin Xi Jinping - Premier Li Qiang |
| Chorwacja                         | Europa              | republika parlamentarna            | Prezydent Zoran Milanović | Premier Andrej Plenković |
| Cypr                              | Azja/Europa         | republika prezydencka              | Prezydent Nikos Christodulidis | Prezydent Nikos Christodulidis |
| Czad                              | Afryka              | dyktatura wojskowa                 | Przewodniczący Tymczasowej Rady Wojskowej Mahamat Déby Itno | Premier Allamaye Halina |
| Czarnogóra                        | Europa              | republika parlamentarna            | Prezydent Jakov Milatović | Premier Milojko Spajić |
| Czechy                            | Europa              | republika parlamentarna            | Prezydent Petr Pavel | Premier Petr Fiala |
| Dania                             | Europa              | monarchia konstytucyjna            | Król Fryderyk X | Premier Mette Frederiksen |
| Demokratyczna Republika Konga     | Afryka              | republika półprezydencka           | Prezydent Félix Tshisekedi | Premier Judith Tuluka |
| Dominika                          | Ameryka Północna    | republika parlamentarna            | Prezydent Sylvanie Burton | Premier Roosevelt Skerrit |
| Dominikana                        | Ameryka Północna    | republika prezydencka              | Prezydent Luis Abinader | Prezydent Luis Abinader |
| Dżibuti                           | Afryka              | republika prezydencka              | Prezydent Ismail Omar Guelleh | Premier Abdoulkader Kamil Mohamed |
| Egipt                             | Afryka/Azja         | republika półprezydencka           | Prezydent Abd al-Fattah as-Sisi | Premier Mustafa Madbuli |
| Ekwador                           | Ameryka Południowa  | republika prezydencka              | Prezydent Daniel Noboa | Prezydent Daniel Noboa |
| Erytrea                           | Afryka              | dyktatura jednopartyjna            | Prezydent Isajas Afewerki | Prezydent Isajas Afewerki |
| Estonia                           | Europa              | republika parlamentarna            | Prezydent Alar Karis | Premier Kristen Michal |
| Eswatini                          | Afryka              | monarchia absolutna                | - Król Mswati III - Królowa matka (Indovukazi) Ntombi | Premier Russell Dlamini |
| Etiopia                           | Afryka              | republika parlamentarna            | Prezydent Taye Atske Selassie | Premier Abiy Ahmed Ali |
| Fidżi                             | Australia i Oceania | republika parlamentarna            | Prezydent Naiqama Lalabalavu | Premier Sitiveni Rabuka |
| Filipiny                          | Azja                | republika prezydencka              | Prezydent Ferdinand Marcos Jr. | Prezydent Ferdinand Marcos Jr. |
| Finlandia                         | Europa              | republika półprezydencka           | Prezydent Alexander Stubb | Premier Petteri Orpo |
| Francja                           | Europa              | republika półprezydencka           | Prezydent Emmanuel Macron | Premier François Bayrou |
| Gabon                             | Afryka              | republika prezydencka              | Prezydent Brice Clotaire Oligui Nguema | Prezydent Brice Clotaire Oligui Nguema |
| Gambia                            | Afryka              | republika prezydencka              | Prezydent Adama Barrow | Prezydent Adama Barrow |
| Ghana                             | Afryka              | republika prezydencka              | Prezydent John Dramani Mahama | Prezydent John Dramani Mahama |
| Grecja                            | Europa              | republika parlamentarna            | Prezydent Konstandinos Tasulas | Premier Kiriakos Mitsotakis |
| Grenada                           | Ameryka Północna    | monarchia parlamentarna            | Król Karol III, w jego imieniu gubernator generalny Cécile La Grenade | Premier Dickon Mitchell |
| Gruzja                            | Azja                | republika parlamentarna            | Prezydent Micheil Kawelaszwili | Premier Irakli Kobachidze |
| Gujana                            | Ameryka Południowa  | republika prezydencka              | Prezydent Irfaan Ali | Premier Mark Phillips |
| Gwatemala                         | Ameryka Północna    | republika prezydencka              | Prezydent Bernardo Arévalo | Prezydent Bernardo Arévalo |
| Gwinea                            | Afryka              | dyktatura wojskowa                 | p.o. prezydenta Mamady Doumbouya | Premier Bah Oury |
| Gwinea Bissau                     | Afryka              | republika prezydencka              | Prezydent Umaro Sissoco Embaló | Premier Braima Camará |
| Gwinea Równikowa                  | Afryka              | republika prezydencka              | Prezydent Teodoro Obiang Nguema Mbasogo | Premier Manuel Osa Nsue Nsua |
| Haiti                             | Ameryka Północna    | republika prezydencka              | Prezydencka Rada Przejściowa Laurent Saint-Cyr (przewodniczący), Edgard Leblanc Fils, Smith Augustin, Fritz Jean, Louis Gérald Gilles, Emmanuel Vertilaire, Leslie Voltaire (członkowie), Regine Abraham, Frinel Joseph (obserwatorzy) | p.o. premiera Alix Didier Fils-Aimé |
| Hiszpania                         | Europa              | monarchia parlamentarna            | Król Filip VI Burbon | Premier Pedro Sánchez |
| Holandia                          | Europa              | monarchia parlamentarna            | Król Wilhelm-Aleksander | Premier Dick Schoof |
| Honduras                          | Ameryka Północna    | republika prezydencka              | Prezydent Xiomara Castro | Prezydent Xiomara Castro |
| Indie                             | Azja                | republika parlamentarna            | Prezydent Draupadi Murmu | Premier Narendra Modi |
| Indonezja                         | Azja                | republika prezydencka              | Prezydent Prabowo Subianto | Prezydent Prabowo Subianto |
| Irak                              | Azja                | republika parlamentarna            | Prezydent Abdul Latif Raszid | Premier Muhammad Szija as-Sudani |
| Iran                              | Azja                | teokratyczna republika prezydencka | Najwyższy Przywódca ajatollah Ali Chamenei; prezydent Masud Pezeszkijan | Najwyższy Przywódca ajatollah Ali Chamenei; prezydent Masud Pezeszkijan |
| Irlandia                          | Europa              | republika parlamentarna            | Prezydent Michael D. Higgins | Taoiseach (premier) Micheál Martin |
| Islandia                          | Europa              | republika parlamentarna            | Prezydent Halla Tómasdóttir | Premier Kristrún Frostadóttir |
| Izrael                            | Azja                | republika parlamentarna            | Prezydent Izaak Herzog | Premier Binjamin Netanjahu |
| Jamajka                           | Ameryka Północna    | monarchia parlamentarna            | Król Karol III, w jego imieniu gubernator generalny Patrick Allen | Premier Andrew Holness |
| Japonia                           | Azja                | monarchia parlamentarna            | Cesarz Naruhito | Premier Shigeru Ishiba |
| Jemen                             | Azja                | republika parlamentarna            | Przewodniczący Rady Przywództwa Prezydenckiego Raszad al-Alimi | Premier Salem Saleh bin Braik |
| Jordania                          | Azja                | monarchia półkonstytucyjna         | Król Abdullah II | Premier Dżafar Hassan |
| Kambodża                          | Azja                | monarchia parlamentarna            | - Król Norodom Sihamoni - Przewodniczący Partii Ludowej Hun Sen | - Premier Hun Manet - Przewodniczący Partii Ludowej Hun Sen |
| Kamerun                           | Afryka              | republika prezydencka              | Prezydent Paul Biya | Premier Joseph Ngute |
| Kanada                            | Ameryka Północna    | monarchia parlamentarna            | Król Karol III, w jego imieniu gubernator generalna Mary Simon | Premier Mark Carney |
| Katar                             | Azja                | monarchia absolutna                | Emir Tamim ibn Hamad Al Sani | Premier Muhammad ibn Abdul Rahman Al Sani |
| Kazachstan                        | Azja/Europa         | republika prezydencka              | Prezydent Kasym-Żomart Tokajew | Premier Ołżas Bektenow |
| Kenia                             | Afryka              | republika prezydencka              | Prezydent William Ruto | Prezydent William Ruto |
| Kirgistan                         | Azja                | republika parlamentarna            | Prezydent Sadyr Dżaparow | Przewodniczący Gabinetu Ministrów Adyłbek Kasymalijew |
| Kiribati                          | Australia i Oceania | republika prezydencka              | Prezydent Taneti Mamau | Prezydent Taneti Mamau |
| Kolumbia                          | Ameryka Południowa  | republika prezydencka              | Prezydent Gustavo Petro | Prezydent Gustavo Petro |
| Komory                            | Afryka              | republika prezydencka              | Prezydent Azali Assoumani | Prezydent Azali Assoumani |
| Kongo                             | Afryka              | republika prezydencka              | Prezydent Denis Sassou-Nguesso | Premier Anatole Collinet Makosso |
| Korea Południowa                  | Azja                | republika prezydencka              | Prezydent Lee Jae-myung | Premier Kim Min-seok |
| Korea Północna                    | Azja                | dyktatura jednopartyjna            | Najwyższy Przywódca Kim Dzong Un | - Sekretarz generalny Partii Pracy Korei Kim Dzong Un - Premier Pak Thae-song |
| Kostaryka                         | Ameryka Północna    | republika prezydencka              | Prezydent Rodrigo Chaves Robles | Prezydent Rodrigo Chaves Robles |
| Kuba                              | Ameryka Północna    | republika socjalistyczna           | Prezydent Miguel Díaz-Canel | - Pierwszy Sekretarz Komunistycznej Partii Miguel Díaz-Canel - Premier Manuel Marrero Cruz |
| Kuwejt                            | Azja                | monarchia półkonstytucyjna         | Emir Miszal al-Ahmad al-Dżabir as-Sabah | Premier Ahmad al-Abdullah al-Sabah |
| Laos                              | Azja                | republika socjalistyczna           | Prezydent Thongloun Sisoulith | - Lider Laotańskiej Partii Ludowo-Rewolucyjnej Thongloun Sisoulith - Premier Sonexay Siphandone |
| Lesotho                           | Afryka              | monarchia parlamentarna            | Król Letsie III | Premier Sam Matekane |
| Liban                             | Azja                | republika półprezydencka           | prezydent Joseph Khalil Aoun | Premier Nawaf Salam |
| Liberia                           | Afryka              | republika prezydencka              | Prezydent Joseph Boakai | Prezydent Joseph Boakai |
| Libia                             | Afryka              | republika parlamentarna            | Rada Prezydencka, członkowie: - Muhammad al-Manfi (przewodniczący) - Abdullah al-Lafi - Musa al-Koni | Premier Abd al-Hamid ad-Dubajba |
| Liechtenstein                     | Europa              | monarchia konstytucyjna            | - Książę Jan Adam II - Regent Alojzy Liechtenstein | Premier Brigitte Haas |
| Litwa                             | Europa              | republika parlamentarna            | Prezydent Gitanas Nausėda | p.o. premiera Rimantas Šadžius |
| Luksemburg                        | Europa              | monarchia parlamentarna            | Wielki książę Henryk | Premier Luc Frieden |
| Łotwa                             | Europa              | republika parlamentarna            | Prezydent Edgars Rinkēvičs | Premier Evika Siliņa |
| Macedonia Północna                | Europa              | republika półprezydencka           | Prezydent Gordana Siłjanowska-Dawkowa | Premier Hristijan Mickoski |
| Madagaskar                        | Afryka              | republika prezydencka              | Prezydent Andry Rajoelina | Premier Christian Ntsay |
| Malawi                            | Afryka              | republika prezydencka              | Prezydent Lazarus Chakwera | Prezydent Lazarus Chakwera |
| Malediwy                          | Azja                | republika prezydencka              | Prezydent Mohamed Muizzu | Prezydent Mohamed Muizzu |
| Malezja                           | Azja                | monarchia konstytucyjna            | Yang di-Pertuan Agong Ibrahim Ismail | Premier Anwar Ibrahim |
| Mali                              | Afryka              | dyktatura wojskowa                 | p.o. prezydenta Assimi Goita | p.o. premiera Abdoulaye Maïga |
| Malta                             | Europa              | republika parlamentarna            | Prezydent Myriam Spiteri Debono | Premier Robert Abela |
| Maroko                            | Afryka              | monarchia półkonstytucyjna         | Król Muhammad VI | Premier Aziz Achannusz |
| Mauretania                        | Afryka              | republika parlamentarna            | Prezydent Muhammad wuld al-Ghazwani | Premier Moctar Ould Diay |
| Mauritius                         | Afryka              | republika parlamentarna            | Prezydent Dharam Gokhool | Premier Navin Ramgoolam |
| Meksyk                            | Ameryka Północna    | republika prezydencka              | Prezydent Claudia Sheinbaum Pardo | Prezydent Claudia Sheinbaum Pardo |
| Mikronezja                        | Australia i Oceania | republika prezydencka              | Prezydent Wesley Simina | Prezydent Wesley Simina |
| Mjanma                            | Azja                | dyktatura wojskowa                 | - p.o. prezydenta Min Aung Hlaing | Premier Nyo Saw |
| Mołdawia                          | Europa              | republika półprezydencka           | Prezydent Maia Sandu | Premier Dorin Recean |
| Monako                            | Europa              | monarchia konstytucyjna            | Książę Albert II | Minster stanu Christophe Mirmand |
| Mongolia                          | Azja                | republika parlamentarna            | Prezydent Uchnaagijn Chürelsüch | Premier Gombojavyn Zandanshatar |
| Mozambik                          | Afryka              | republika prezydencka              | Prezydent Daniel Chapo | Premier Maria Benvinda Levy |
| Namibia                           | Afryka              | republika prezydencka              | Prezydent Netumbo Nandi-Ndaitwah | Premier wakat |
| Nauru                             | Australia i Oceania | republika parlamentarna            | Prezydent David Adeang | Prezydent David Adeang |
| Nepal                             | Azja                | republika federalna                | Prezydent Ram Chandra Poudel | Premier Khadga Prasad Sharma Oli |
| Niemcy                            | Europa              | republika parlamentarna            | Prezydent Frank-Walter Steinmeier | Kanclerz Friedrich Merz |
| Niger                             | Afryka              | dyktatura wojskowa                 | Prezydent Abdourahamane Tchiani | Premier Ali Lamine Zeine |
| Nigeria                           | Afryka              | republika prezydencka              | Prezydent Bola Tinubu | Prezydent Bola Tinubu |
| Nikaragua                         | Ameryka Północna    | republika prezydencka              | Współprezydenci: Daniel Ortega i Rosario Murillo | Współprezydenci: Daniel Ortega i Rosario Murillo |
| Norwegia                          | Europa              | monarchia parlamentarna            | Król Harald V | Premier Jonas Gahr Støre |
| Nowa Zelandia                     | Australia i Oceania | monarchia parlamentarna            | Król Karol III, w jego imieniu gubernator generalna Cindy Kiro | Premier Christopher Luxon |
| Oman                              | Azja                | monarchia absolutna                | Sułtan Hajsam ibn Tarik Al Sa’id | Sułtan Hajsam ibn Tarik Al Sa’id |
| Pakistan                          | Azja                | republika prezydencka              | Prezydent Asif Ali Zardari | Premier Shehbaz Sharif |
| Palau                             | Australia i Oceania | republika prezydencka              | Prezydent Surangel Whipps Jr. | Prezydent Surangel Whipps Jr. |
| Panama                            | Ameryka Północna    | republika prezydencka              | Prezydent José Raúl Mulino | Prezydent José Raúl Mulino |
| Papua-Nowa Gwinea                 | Azja                | monarchia parlamentarna            | Król Karol III, w jego imieniu gubernator generalny Bob Dadae | Premier James Marape |
| Paragwaj                          | Ameryka Południowa  | republika prezydencka              | Prezydent Santiago Peña | Prezydent Santiago Peña |
| Peru                              | Ameryka Południowa  | republika prezydencka              | Prezydent Dina Boluarte | Premier Eduardo Arana Ysa |
| Polska                            | Europa              | republika parlamentarna            | Prezydent Karol Nawrocki | Premier Donald Tusk |
| Portugalia                        | Europa              | republika parlamentarna            | Prezydent Marcelo Rebelo de Sousa | Premier Luís Montenegro |
| Południowa Afryka                 | Afryka              | republika prezydencka              | Prezydent Cyril Ramaphosa | Prezydent Cyril Ramaphosa |
| Republika Środkowoafrykańska      | Afryka              | republika prezydencka              | Prezydent Faustin-Archange Touadéra | Premier Félix Moloua |
| Republika Zielonego Przylądka     | Afryka              | republika półprezydencka           | Prezydent José Maria Neves | Premier Ulisses Correia e Silva |
| Rosja                             | Europa/Azja         | republika półprezydencka           | Prezydent Władimir Putin | Premier Michaił Miszustin |
| Rumunia                           | Europa              | republika półprezydencka           | Prezydent Nicușor Dan | Premier Ilie Bolojan |
| Rwanda                            | Afryka              | republika prezydencka              | Prezydent Paul Kagame | Premier Justin Nsengiyumva |
| Saint Kitts i Nevis               | Ameryka Północna    | monarchia parlamentarna            | Król Karol III, w jego imieniu gubernator generalna Marcella Liburd | Premier Terrance Drew |
| Saint Lucia                       | Ameryka Północna    | monarchia parlamentarna            | Król Karol III, w jego imieniup.o. gubernator generalny Errol Charles | Premier Philip Pierre |
| Saint Vincent i Grenadyny         | Ameryka Północna    | monarchia parlamentarna            | Król Karol III, w jego imieniu gubernator generalny Susan Dougan | Premier Ralph Gonsalves |
| Salwador                          | Ameryka Północna    | republika prezydencka              | Prezydent Nayib Bukele | Prezydent Nayib Bukele |
| Samoa                             | Australia i Oceania | monarchia konstytucyjna            | O le Ao o le Malo Tuimalealiʻifano Vaʻaletoa Sualauvi II | Premier Naomi Mataʻafa |
| San Marino                        | Europa              | republika parlamentarna            | Kapitanowie regenci: - Denise Bronzetti - Italo Righi | Sekretarz Stanu do spraw Politycznych i Zagranicznych Luca Beccari |
| Senegal                           | Afryka              | republika prezydencka              | Prezydent Bassirou Diomaye Faye | Premier Ousmane Sonko |
| Serbia                            | Europa              | republika półprezydencka           | Prezydent Aleksandar Vučić | Premier Đuro Macut |
| Seszele                           | Afryka              | republika prezydencka              | Prezydent Wavel Ramkalawan | Prezydent Wavel Ramkalawan |
| Sierra Leone                      | Afryka              | republika prezydencka              | Prezydent Julius Maada Bio | Premier David Moinina Sengeh |
| Singapur                          | Azja                | republika parlamentarna            | Prezydent Tharman Shanmugaratnam | Premier Lawrence Wong |
| Słowacja                          | Europa              | republika parlamentarna            | Prezydent Peter Pellegrini | Premier Robert Fico |
| Słowenia                          | Europa              | republika parlamentarna            | Prezydent Nataša Pirc Musar | Premier Robert Golob |
| Somalia                           | Afryka              | republika półprezydencka           | Prezydent Hassan Sheikh Mohamud | Premier Hamza Abdi Barre |
| Sri Lanka                         | Azja                | republika półprezydencka           | Prezydent Anura Kumara Dissanayake | Premier Harini Amarasuriya |
| Stany Zjednoczone                 | Ameryka Północna    | republika prezydencka              | Prezydent Donald Trump | Prezydent Donald Trump |
| Sudan                             | Afryka              | dyktatura wojskowa                 | Przewodniczący Tymczasowej Rady Suwerennej Abd al-Fattah Abd ar-Rahman al-Burhan | Premier Kamil Idris |
| Sudan Południowy                  | Afryka              | republika prezydencka              | Prezydent Salva Kiir Mayardit | Prezydent Salva Kiir Mayardit |
| Surinam                           | Ameryka Południowa  | republika prezydencka              | Prezydent Jennifer Geerlings-Simons | Prezydent Jennifer Geerlings-Simons |
| Syria                             | Azja                | republika prezydencka              | Prezydent Ahmad asz-Szara | Prezydent Ahmad asz-Szara |
| Szwajcaria                        | Europa              | republika parlamentarna            | Szwajcarska Rada Federalna: Karin Keller-Sutter (Prezydent Konfederacji Szwajcarskiej), Guy Parmelin (wiceprezydent Konfederacji Szwajcarskiej), Ignazio Cassis, Élisabeth Baume-Schneider, Albert Rösti, Beat Jans, Martin Pfister    | Szwajcarska Rada Federalna: Karin Keller-Sutter (Prezydent Konfederacji Szwajcarskiej), Guy Parmelin (wiceprezydent Konfederacji Szwajcarskiej), Ignazio Cassis, Élisabeth Baume-Schneider, Albert Rösti, Beat Jans, Martin Pfister |
| Szwecja                           | Europa              | monarchia parlamentarna            | Król Karol XVI Gustaw | Premier Ulf Kristersson |
| Tadżykistan                       | Azja                | republika półprezydencka           | Prezydent Emomali Rahmon | Premier Kohir Rasulzoda |
| Tajlandia                         | Azja                | dyktatura wojskowa                 | Król Maha Vajiralongkorn | Premier Paetongtarn Shinawatra, p.o. premiera Phumtham Wechayachai |
| Tanzania                          | Afryka              | republika prezydencka              | Prezydent Samia Suluhu | Premier Kassim Majaliwa |
| Timor Wschodni                    | Azja                | republika parlamentarna            | Prezydent José Ramos-Horta | Premier Xanana Gusmão |
| Togo                              | Afryka              | republika prezydencka              | Prezydent Jean-Lucien Savi de Tové | Premier Faure Gnassingbé |
| Tonga                             | Australia i Oceania | monarchia parlamentarna            | Król Tupou VI | Premier ʻAisake Eke |
| Trynidad i Tobago                 | Ameryka Południowa  | republika parlamentarna            | Prezydent Christine Kangaloo | Premier Keith Rowley |
| Tunezja                           | Afryka              | republika prezydencka              | Prezydent Kajs Su’ajjid | Premier Sara Zaafrani |
| Turcja                            | Azja/Europa         | republika prezydencka              | Prezydent Recep Tayyip Erdoğan | Prezydent Recep Tayyip Erdoğan |
| Turkmenistan                      | Azja                | republika prezydencka              | - Przewodniczący Rady Ludowej Gurbanguly Berdimuhamedow - Prezydent Serdar Berdimuhamedow | - Przewodniczący Rady Ludowej Gurbanguly Berdimuhamedow - Prezydent Serdar Berdimuhamedow |
| Tuvalu                            | Australia i Oceania | monarchia parlamentarna            | Król Karol III, w jego imieniu gubernator generalny Tofiga Vaevalu Falani | Premier Feleti Teo |
| Uganda                            | Afryka              | republika prezydencka              | Prezydent Yoweri Museveni | Premier Robinah Nabbanja |
| Ukraina                           | Europa              | republika parlamentarna            | Prezydent Wołodymyr Zełenski | Premier Julija Swyrydenko |
| Urugwaj                           | Ameryka Południowa  | republika prezydencka              | Prezydent Yamandú Orsi | Prezydent Yamandú Orsi |
| Uzbekistan                        | Azja                | republika prezydencka              | Prezydent Shavkat Mirziyoyev | Premier Abdulla Aripov |
| Vanuatu                           | Australia i Oceania | republika parlamentarna            | Prezydent Nikenike Vurobaravu | Premier Jotham Napat |
| Watykan                           | Europa              | państwo teokratyczne               | Papież Leon XIV | Przewodniczący Gubernatoratu s. Raffaella Petrini |
| Wenezuela                         | Ameryka Południowa  | republika prezydencka              | Prezydent Nicolás Maduro | Prezydent Nicolás Maduro |
| Węgry                             | Europa              | republika parlamentarna            | Prezydent Tamás Sulyok | Premier Viktor Orbán |
| Wielka Brytania                   | Europa              | monarchia parlamentarna            | Król Karol III | Premier Keir Starmer |
| Wietnam                           | Azja                | republika socjalistyczna           | - Sekretarz Generalny Komunistycznej Partii Tô Lâm - Prezydent Lương Cường | - Sekretarz Generalny Komunistycznej Partii Tô Lâm - Premier Phạm Minh Chính |
| Włochy                            | Europa              | republika parlamentarna            | Prezydent Sergio Mattarella | Premier Giorgia Meloni |
| Wybrzeże Kości Słoniowej          | Afryka              | republika prezydencka              | Prezydent Alassane Ouattara | Premier Robert Beugré Mambé |
| Wyspy Marshalla                   | Australia i Oceania | republika prezydencka              | Prezydent Hilda Heine | Prezydent Hilda Heine |
| Wyspy Salomona                    | Australia i Oceania | monarchia parlamentarna            | Król Karol III, w jego imieniu gubernator generalny David Tiva Kapu | Premier Jeremiah Manele |
| Wyspy Świętego Tomasza i Książęca | Afryka              | republika półprezydencka           | Prezydent Carlos Vila Nova | Premier Américo Ramos |
| Zambia                            | Afryka              | republika prezydencka              | Prezydent Hakainde Hichilema | Prezydent Hakainde Hichilema |
| Zimbabwe                          | Afryka              | republika prezydencka              | Prezydent Emmerson Mnangagwa | Prezydent Emmerson Mnangagwa |
| Zjednoczone Emiraty Arabskie      | Azja                | monarchia półkonstytucyjna         | Prezydent szejk Muhammad ibn Zajid Al Nahajjan | Premier szejk Muhammad ibn Raszid Al Maktum |

## Lista przywódców pozostałych, uznawanych podmiotów prawa międzynarodowego
| Państwo            | Ustrój polityczny   | Głowa państwa                                    | Szef rządu                                       |
| ------------------ | ------------------- | ------------------------------------------------ | ------------------------------------------------ |
| Stolica Apostolska | teokracja           | Leon XIV                                         | Sekretarz Stanu kard. Pietro Parolin             |
| Zakon Maltański    | monarchia elekcyjna | Wielki Mistrz Zakonu Maltańskiego John T. Dunlap | Wielki Mistrz Zakonu Maltańskiego John T. Dunlap |

## Lista przywódcównieuznawanych państw
Lista przedstawia przywódców jednostek geopolitycznych, które nie uzyskały uznania międzynarodowego lub są uznawane przez mniejszość suwerennych państw. Stopień kontroli terytorium tych państw przez nie same jest różny, ale znaczny.
| Państwo           | Ustrój polityczny        | Głowa państwa                          | Szef rządu                             |
| ----------------- | ------------------------ | -------------------------------------- | -------------------------------------- |
| Abchazja          | republika prezydencka    | Prezydent Asłan Bżanija                | Premier Aleksandr Ankwab               |
| Cypr Północny     | republika półprezydencka | Prezydent Ersin Tatar                  | Premier Ünal Üstel                     |
| Kosowo            | republika parlamentarna  | Prezydent Vjosa Osmani                 | Premier Albin Kurti                    |
| Naddniestrze      | republika półprezydencka | Prezydent Wadim Krasnosielski          | Premier Aleksandr Rozenberg            |
| Osetia Południowa | republika półprezydencka | Prezydent Ałan Gagłojew                | Premier Konstantin Dżusojew            |
| Palestyna         | republika półprezydencka | Prezydent Mahmud Abbas                 | Premier Muhammad Mustafa               |
| Tajwan            | republika półprezydencka | Prezydent Lai Ching-te                 | Premier Cho Jung-tai                   |
| Sahara Zachodnia  | republika prezydencka    | Prezydent Ibrahim Ghali                | Premier Buszraja Hammudi Bajun         |
| Somaliland        | republika prezydencka    | Prezydent Abdirahman Mohamed Abdullahi | Prezydent Abdirahman Mohamed Abdullahi |

## Lista przywódców rządów alternatywnych
Te rządy są uznawane za prawowite przez co najmniej jednego członka ONZ, albo kontrolują w częściowy lub w znaczny sposób terytorium państwowe (np. w wyniku wojny domowej).
| Rząd                         | Państwo   | Ustrój polityczny       | Głowa państwa                                              | Szef rządu                                             |
| ---------------------------- | --------- | ----------------------- | ---------------------------------------------------------- | ------------------------------------------------------ |
| Zgromadzenie Narodowe (2015) | Wenezuela | republika parlamentarna | Przewodnicząca Zgromadzenia Narodowego Dinorah Figuera     | Przewodnicząca Zgromadzenia Narodowego Dinorah Figuera |
| Rząd Republiki Nigru         | Niger     | republika parlamentarna | p.o. prezydenta Hassoumi Massaoudou                        | Premier wakat                                          |
| Najwyższa Rada Polityczna    | Jemen     | dyktatura wojskowa      | Przewodniczący Najwyższej Rady Politycznej Mahdi al-Maszat | Premier Abd al-Aziz ibn Habtur                         |